# Ronja Klinger
Ronja Klinger (* 22. Mai 2000 in Feldkirchen (Kärnten)) ist eine österreichische Beachvolleyball- und ehemalige Volleyballspielerin.

## Karriere
Bevor sie sich für Volleyball entschied, war die junge Österreicherin sowohl in Sommer- als auch in Wintersportarten aktiv und erfolgreich. So gewann sie als Dreizehnjährige! die österreichischen Meisterschaften im Stabhochsprung der unter Sechzehnjährigen 2013 mit einer Höhe von 2,90 m. Damit verbesserte sie ihre persönliche Bestleistung um 20 cm. Im folgenden Winter gewann sie vier Landesmeistertitel der U14 im Skifahren und siegte noch bei weiteren neun Landescuprennen. So war ihr auch der Raiffeisencup in der gleichen Saison sicher.

### Halle
Im Alter von vierzehn Jahren begann die gebürtige Feldkirchnerin mit Volleyball an der Akademie des BG/BORG Graz Liebenau-Gymnaiums. Parallel dazu spielte sie etwas später zunächst in der zweiten Mannschaft des UVC Holding Graz. In der Saison 2016/17 wurde sie als Außenangreiferin mit dem Bundesligateam des Vereins Dritte in der Austrian Volley League und österreichische Pokalsiegerin. In der folgenden Spielzeit lief es mit ihrem neuen Verein SG VBV Trofaiach/WSV Eisenerz nicht so gut. Die Frauen scheiterten im Achtelfinale des Pokals und wurden Achte in der Meisterschaft. Anschließend erhielt die junge Österreicherin ein Stipendium für ein Jahr an der Florida International University, an der ihre Schwester ihr letztes Studienjahr absolvierte. Als Freshman eroberte sich Ronja Klinger sofort einen Stammplatz im Team der Golden Panthers, das 2018 das Finale der Conference USA erreichte. Zum ersten Mal in der Geschichte der Universität stand ihr Volleyballteam in einem Endspiel in dieser Liga.

### Beach
Sowohl in der U16 als auch in der U18 und gemeinsam mit ihrer Schwester Dorina in der Altersklasse U20 und damit in allen Nachwuchskategorien wurde Ronja Klinger österreichische Meisterin. Bei mehreren Jugend- und Junioreneuropameisterschaften gelangen ihr Platzierungen unter den Top Ten. Sowohl in Jūrmala 2018 als Geschwisterpaar als auch in Antalya mit Katharina Holzer ein Jahr später jeweils bei den Turnieren der unter Zweiundzwanzigjährigen erreichte sie dabei das Viertelfinale. Für den Qualifikationswettbewerb für das Major in Wien erhielten die Klinger Schwestern eine Wildcard und konnten in der ersten Runde die Olympiafünften von 2016 Birlowa / Ukolowa bezwingen. Im anschließenden Duell mit einem weiteren russischen Paar wurden sie jedoch knapp in drei Sätzen besiegt.
Das erste Finale in einem Ein Stern-Turnier wurde für die Klingers 2020 auf Langkawi in Malaysia Realität. Eine Saison später gewannen sie die Bronzemedaille in Sofia. Nachdem die Jüngere der Schwestern in der gleichen Spielzeit wegen einer Verletzung ihrer Standardpartnerin mit der Hallenvolleyballerin Victoria Deisl ihren zweiten Vizestaatsmeistertitel holte (den ersten hatte die Klinger Schwestern schon 2018 errungen), starteten Dorina und Ronja Klinger für ihr Heimatland neben Schützenhöfer / Plesiutschnig beim CEV Beachvolleyball Nations Cup 2022 und trugen mit Siegen über tschechische, niederländische und lettische Gegnerinnen dazu bei, dass die österreichischen Frauen das Halbfinale dieser Premierenveranstaltung erreichten.
Im gleichen Jahr gewannen die Schwestern zum ersten Mal in ihrer gemeinsamen Karriere ein internationales Turnier mit dem Future auf Ios. Anschließend standen sie wiederum im Finale der österreichischen Beachmeisterschaft. Die bis zu diesem Zeitpunkt bedeutendste Leistung ihrer gemeinsamen Karriere gelang ihnen jedoch im März 2023, als sie beim Challenge in La Paz im Halbfinale standen. Im August erreichten sie bei der Europameisterschaft in Wien die K.o.-Runde, in der sie gegen die Lettinnen Tīna Graudiņa und Anastasija Samoilova ausschieden. Anschließend gewannen die Klingers die beiden Future-Turniere in Warschau und in Baden. Im September wurden sie österreichische Staatsmeisterinnen. Bei der Weltmeisterschaft überstanden sie als Gruppendritte die Lucky–Loser–Runde, verloren jedoch danach in drei Sätzen gegen die Weltmeisterinnen Sarah Hughes und Kelly Cheng.
Nach drei Viertelfinalteilnahmen bei Challenge–Events in der folgenden Spielzeit erreichten sie in der Hauptstadt ihres Heimatlandes nach einem Sieg über die für die Olympischen Spiele 2024 qualifizierten Paulikienė/Raupelytė zum ersten Mal überhaupt bei einem Elite16 die Runde der Zwölf. Dort besiegten sie die ebenfalls zukünftigen Olympiateilnehmrerinnen Álvarez/Moreno und belegten den geteilten fünften Platz. Nach Achtelfinalteilnahmen bei den Europameisterschaften sowie den hochwertigen Turnieren in Hamburg und João Pessoa standen sie in Rio de Janeiro zum zweiten Mal überhaupt in ihrer Karriere bei einem Elite16 unter den Topp Acht. Auf der World Pro Tour 2025 erreichten sie bei den ersten Turnieren in Mexiko sowohl beim Challenge in Yucatán als auch beim Elite16 in Quintana Roo den fünften Platz. Zum ersten Mal bei einem gleichwertigen Wettbewerb in der Vorschlussrunde waren sie in Ostrava. Dort bezwangen sie im Pool Hildreth/Van Gunst und Müller/Tillmann. In der „Round of 12“ verloren sie zwar, zogen aber als beste Verlierer ins Viertelfinale ein und besiegten dort Cannon/Kraft in zwei Sätzen.

## Auszeichnungen
- 2016: Wertvollste Spielerin Österreichische Meisterschaften U17
- 2017: Wertvollste Spielerin Österreichische Volleyballliga
- 2018: Wertvollste Spielerin Österreichische Volleyballliga[10]
- 2018: Maturapreis des Internationalen Pierre-de-Coubertin-Komitees für ganz Österreich

## Privates
Ronja und ihre drei Jahre ältere Schwester Dorina sowie ihr Bruder Samuel wuchsen in der Steiermark auf. Ihre Mutter Tanja Klinger, eine ehemalige Leichtathletin und ihr Vater Gernot Klinger, ein ehemaliger Wintersportler, betreiben eine Skischule in Modriach-Winkel. Sie begeisterten ihre Töchter schon früh für den Sport. Ronja Klinger machte ihr Abitur am BG/BORG Graz Liebenau. Nach ihrem einjährigen Auslandsaufenthalt an der Florida International University wurde sie gemeinsam mit ihrer Schwester ins Bundesheer der Alpenrepublik einberufen. Die Geschwister haben ihren Lebensmittelpunkt in Frauental an der Laßnitz.